# Abidschi
Die Sprache Abidschi (auch abiji oder abidji genannt); ISO 639-3: abi ist eine der drei Kwa-Sprachen aus der Untergruppe der Agneby-Sprachen innerhalb der Gruppe der Nyo-Sprachen, die vom Volk der Abidschi im Departement Abidjan in der Elfenbeinküste gesprochen wird.
Das Abidschi ist in der Subpräfektur Sikensi (in 12 Ortschaften) und in mehreren Dörfern in Dabou verbreitet.
Abidschi hat zwei Dialekte: enyembe und ogbru. Insgesamt hat die Sprache 50.500 Sprecher. Die meisten Sprecher sind zweisprachig mit Dioula, Baule, Adiukru und vor allem mit dem Französischen, der Amtssprache des Landes.